# Гаммерсміт
Гаммерсміт (англ. Hammersmith) — західна частина лондонського округу (боро) Гаммерсміт і Фулем, що розташована на північному березі Темзи, вище по течії від Фулема та Челсі, між Кенсінгтоном (на схід) і Чизіком (на захід). Головна вулиця району, Кінг-стріт, віддалена на захід від Чарінг-кросс на 8 км.

## Історія
Під час вікторіанської епохи Гаммерсміт був промисловою зоною, в якій знаходилась найбільша в місті електростанція. В 1887 році його було з'єднано за допомогою Гаммерсмітського моста з селищами Кастелнау і Барнс на іншому березі Темзи. В XX столітті Гаммерсміт став відомий як центр польської діаспори.
Визначною пам'яткою цього району є концертний зал Гаммерсміт-Аполо, який вперше запрацював в 1932 році й довгий час був відомий як Гаммерсміт-Одеон.
Літом 2013 року будівля концертного залу була закрита на реконструкцію, яка обішлась теперішнім власникам приблизно в 5 мільйонів фунтів. Основою для реставраційних робіт, які проводило архітектурне бюро Фостера Уілсона, слугувала оригінальна проєктна документація, що збереглась з моменту будівництва. Фасад будівлі та його фоє набули свого початкового вигляду 1930-х років.
Дістатись до нього можна на метро (станція «Гаммерсміт»).